# Zwolle
Zwolle ((nederlandsk: ( hør)) er en by i Nederlandene. Byen ligger i provinsen Overijssel og er dens hovedstad siden begyndelsen af det 19. århundrede.
Zwolle har 129.840(2021)indbyggere og er et vigtigt regionalt centrum. For eksempel tæller byen henholdsvis Zwolle kommune 80.000 arbejdspladser. De fleste findes inden for sundhedsvæsenet, social omsorg, offentlig administration og de private serviceerhverv.
Området var allerede beboet i stenalderen, men den første skriftlige omtale stammer fra 1040. Stadsrettigheder fik byen i 1230 fra Willebrand van Oldenburg, biskop af Utrecht.
Zwolles centrum bærer med sit gadeplan og flotte historiske bygninger og kirker stadigvæk præg af middelalderen. En del af middelalderbyens stadsmur blev i anden halvdel af det 20. århundrede rekonstrueret og genopbygget. I den sene middelalder oplevede byen som Hansestad sin storhedstid tillige med at den blev centrum for den Moderne Devotie, Devotio moderna (lat. for "moderne fromhed"), en religiøs bevægelse som spredte sig over en stor del af Europa. Kendte navne i denne sammenhæng er Geert Grote og Thomas à Kempis. Sidstnævnte er forfatter af værket De Imitatione Christi.
Zwolle ligger ved to floder, IJssel og Vecht.

## Kendte bysbørn

### Født
- Herman Brood
- Yuri Landman
- Michael Minsky
- Johan Rudolph Thorbecke
- Ton Koopman
- Gerard ter Borch den Ældre
- Gerard ter Borch den Yngre